# Galit Eilat

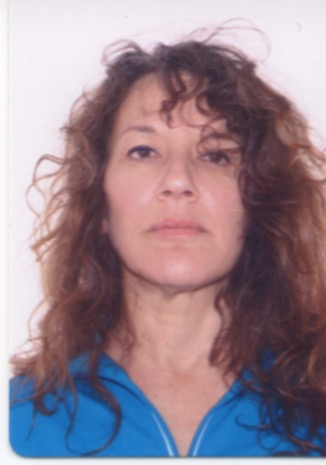
Galit Eilat, 2015

Galit Eilat (* 1965 in Haifa, Israel) ist eine israelische Videokünstlerin, Kuratorin und Autorin, die in den Niederlanden lebt und arbeitet.

## Leben
Eilat wurde 1965 in der israelischen Hafenstadt Haifa geboren. Von 1989 bis 1993 besuchte sie die Kalisher School of Art in Tel Aviv.
Sie gründete 2001 das Israeli Center for Digital Art in Holon und war bis 2010 dort Direktorin. 2011 wechselte sie als Kuratorin an das Van Abbemuseum im niederländischen Eindhoven. Sie gründete seitdem mehrere Museen und Aktionen auf der ganzen Welt und ist auch als Kuratorin aktiv.

## Werke
- Catalogue 31st Bienal de São Paulo | HOW TO (...) THINGS THAT DON'T EXIST. Fundação Bienal de São Paulo, 2014.
- C.H.O.S.E.N. Reader. The Israeli Center for Digital art, Holon, Israel, 2014
- A Cook Book For Political Imagination. Co-editor with Sebastian Cichocki. Zachęta National Gallery of Art, Warsaw, 2011.
- 52nd October Salon | Symptoms of unresolved conflict. Co-editor with Alenka Gregoric̆. Cultural Centre of Belgrade, 2011
- Liminal Spaces. The Israeli Center for Digital Art, Holon, 2009.
- 'I Can’t Work Like This', A Reader on Recent Boycotts and Contemporary Art. Sternberg Press. 2016[4]
- 'Sao Paulo Case', The Curatorial Conundrum. What to Study? What to Research? What to Practice? MIT Press. Co-published with the Center for Curatorial Studies Bard College / Luma Foundation. 2016[5]
- The Errorist Theatre. ‘What is political theatre today?’, Not Just a Mirror. Looking for the Political Theater of Today. Alexander Verlag. 2015[6]
- 'Yael Bartana', 9 Artists. Walker Art Center. 2013
- 'A Good Drug Dealer, Galit Eilat in conversation with Artur Żmijewski, Forget Fear. 7th Berlin Biennale for Contemporary Art. 2012[7]